# Karthago
Karthago var en gammel by på den østlige side af søen Tunis i det nuværende Tunesien. Karthago var et af de vigtigste handelsknudepunkter i det antikke Middelhav og en af de mest velhavende byer i den antikke verden. Det var hovedstaden i civilisationen i det antikke Karthago og senere i det romerske Karthago.
Byen udviklede sig fra en fønikisk koloni til hovedstaden i et punisk imperium, som dominerede store dele af det sydvestlige Middelhav i løbet af det første årtusinde f.Kr. Den legendariske dronning Elissa, Alyssa eller Dido – oprindeligt fra Tyrus – anses for at være grundlæggeren af byen, selvom der er sat spørgsmålstegn ved hendes historicitet. I myten bad Dido om jord fra en lokal stamme, som fortalte hende, at hun kunne få lige så meget jord, som et okseskind kunne dække. Hun skar derpå okseskindet i strimler og dannede herudfra omkredsen af den nye by. I takt med at Karthago oplevede intern fremgang, begyndte bystaten at kolonisere andre landområder.
Den antikke by blev ødelagt i den næsten tre år lange belejring af Karthago af den romerske republik under den tredje puniske krig i 146 f.Kr. Den blev genudviklet og -opført et århundrede senere som det romerske Karthago, som blev den største by i Romerrigets Afrika-provins. Spørgsmålet om karthagisk fald og undergang er forblevet et emne for litterære, politiske, kunstneriske og filosofiske debatter i både antikke og moderne historier.
Senantikken og det middelalderlige Karthago fortsatte med at spille en vigtig kulturel og økonomisk rolle i den byzantinske periode. Byen blev plyndret og ødelagt af umayyadiske styrker efter slaget ved Karthago i 698 e.Kr. for at forhindre, at byen blev generobret af Det Byzantinske Rige. Den forblev besat under den muslimske periode og blev brugt som et fort af muslimerne indtil Hafsid-perioden, hvor den blev indtaget af korsfarerne, og dens indbyggere blev massakreret i forbindelse med det ottende korstog. Hafsiderne besluttede at ødelægge dens forsvarsværker, så byen ikke kunne bruges som en base af en fjendtlig magt igen. Den fortsatte også med at fungere som bispesæde.
Den regionale magt var skiftet til Kairouan og Medinaen i Tunis i middelalderen, indtil begyndelsen af det 20. århundrede, hvor Karthago begyndte at udvikle sig til en kystnær forstad til Tunis – indlemmet som Karthago kommune 1919. Det arkæologiske område blev første gang undersøgt i 1830 af den danske konsul Christian Tuxen Falbe. Udgravninger blev udført i anden halvdel af det 19. århundrede af Charles Ernest Beulé og af Alfred Louis Delattre. Karthago National Museum blev grundlagt i 1875 af kardinal Charles Lavigerie. Udgravninger udført af franske arkæologer i 1920'erne tiltrak først en ekstraordinær mængde opmærksomhed på grund af de beviser, som de fremlagde for børneofring. Der har været betydelig uenighed blandt forskere om, hvorvidt børneofring blev praktiseret i det antikke Karthago. Friluftsmuseet Karthago Paleo-Christian Museum har udstillinger udgravet under UNESCO-regi fra 1975 til 1984. Stedet for ruinerne er på UNESCO's Verdensarvsliste.

### Primærkilder
- Polybius, The Histories, Cambridge: translated from the Latin by W.R. Paton for Harvard University Press from 1922 to 1927.
- Polybius, "Rome at the End of the Punic Wars", History, 'Book VI', Milwaukee: translated from the Latin by Oliver J. Thatcher for University Research Extension Co. in 1907, arkiveret fra originalen 2007-02-05, hentet 2006-06-08.

### Sekundærerkilder
- Ernest Babelon, Carthage, Paris (1896).
- Auguste Audollent, Carthage Romaine, 146 avant Jésus-Christ – 698 après Jésus-Christ, Paris (1901).
- Charles-Picard, Gibert;  et al. (1958), La vie quotidienne à Carthage au temps d'Hannibal [Daily Life in Carthage in the Time of Hannibal], Paris: Hachette. (fransk)
- Bath, Tony (1981), Hannibal's Campaigns, New York: Barnes & Noble Books.
- Aubet, Maria Eugenia (1987), The Phoenicians and the West: Politics, Colonies, and Trade, Cambridge: Cambridge University Press.
- Soren, David;  et al. (1990), Carthage: Uncovering the Mysteries and Splendors of Ancient Tunisia, New York: Simon & Schuster.
- Beschaouch, Azedine (1993), La légende de Carthage [The Legend of Carthage], Découvertes Gallimard, vol. 172, Paris: Gallimard. (fransk)
- Raven, S. (2002), Rome in Africa, 3rd ed.
- Lipinski, Edward (2004), Itineraria Phoenicia, Leuven: Uitgeverij Peeters en Department Oosterse Studies.
- Winterer, Caroline (2010), "Model Empire, Lost City: Ancient Carthage and the Science of Politics in Revolutionary America", The William and Mary Quarterly, 67 (1): 3-30, doi:10.5309/willmaryquar.67.1.3, JSTOR 10.5309/willmaryquar.67.1.3
- Freed, J. (2011), Bringing Carthage Home: The Excavations of Nathan Davis, 1856–1859.
- Miles, Richard (2011), Carthage Must Be Destroyed: The Rise and Fall of an Ancient Civilization, Viking.
- Li, Hansong (2022). "Locating Mobile Sovereignty: Carthage in Natural Jurisprudence" History of Political Thought 43(2): 246–272.